# Prêmios MTV Europe Music de 1995

O MTV Europe Music Awards de 1995 aconteceu no Le Zénith, em Paris, França, e foi apresentado por Jean-Paul Gaultier.
Os testes nucleares franceses no Pacífico Sul receberam grande atenção durante a cerimônia. Jon Bon Jovi durante seu discurso por ganhar o prêmio de Melhor Artista Rock disse: "O único inimigo é a ignorância. Paz, pessoal. Vamos nos livrar de todos esses testes nucleares" . Bono, por sua vez, disse: "Que cidade, que noite, que multidão, que bomba, que erro, que idiota que vocês têm como presidente", referindo-se aos testes nucleares e ao então presidente francês, Jacques Chirac. A Greenpeace, o grupo ambientalista que organizou protestos criativos e controversos em torno do local de testes no Atol de Mururoa, recebeu o prêmio Free Your Mind pela sua campanha contra as explosões nucleares subterrâneas .  "Parem de abusar da Terra", pediu Madonna em um segmento gravado em vídeo, antes de a designer Agnès B. receber o prêmio do Greenpeace.
Outra particularidade desta edição do MTV EMA foi o portfólio entregue a aproximadamente 200 participantes, Outbreak of Violets, que é uma obra extremamente rara do escritor de quadrinhos Alan Moore. Escrita por Moore e desenhada por 24 artistas europeus diferentes, a obra é uma sequência de 24 cartões postais e nunca foi reimpressa. Acredita-se que seja a obra mais rara de Moore, sendo e descrita pelos colecionadores como seu Santo Graal.

## Indicações
Os vencedores estão em negrito.
| Melhor Canção | Melhor Diretor |
| --- | --- |

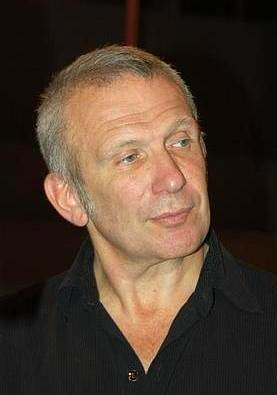
O estilista francês Jean-Paul Gaultier apresentou o evento

| The Cranberries — "Zombie" - Michael Jackson — "You Are Not Alone" - Seal — "Kiss from a Rose" - The Offspring — "Self Esteem" - TLC — "Waterfalls" | Michel Gondry (Massive Attack with Tracey Thorn — "Protection") - Mark Romanek (Michael Jackson and Janet Jackson — "Scream") - Jean-Baptiste Mondino (Madonna — "Human Nature") - Spike Jonze (Weezer — "Buddy Holly") - W.I.Z. (Therapy? — "Loose") |
| Melhor Artista Feminina | Best Melhor Artista Masculino |
| Björk - Janet Jackson - Madonna - PJ Harvey - Sheryl Crow                                                                                           | Michael Jackson - Dr. Dre - Lenny Kravitz - Neil Young - Scatman John |
| Melhor Grupo | Artista Revelação |
| U2 - Blur - Bon Jovi - Green Day - R.E.M. | Dog Eat Dog - Alanis Morissette - H-Blockx - Portishead - Weezer |
| Melhor Artista Dance | Melhor Artista Rock |
| East 17 - Ini Kamoze - La Bouche - Moby - Sin with Sebastian                                                                                        | Bon Jovi - Green Day - Oasis - The Offspring - Therapy? |
| Melhor Artista ao Vivo | |
| Take That - Bon Jovi - R.E.M. - The Prodigy - The Rolling Stones                                                                                    | |
| Free Your Mind | |
| Greenpeace | |

## Apresentações
- Simply Red — "Fairground"
- East 17 — "Thunder"
- H-Blockx — "Risin' High"
- David Bowie — "The Man Who Sold the World"
- Blur — "The Universal"
- Bon Jovi — "Hey God"
- The Cranberries — "Zombie"
- MC Solaar and Diana King — "Is This Love"
- Take That — "Back for Good"

## Aparições
- The Edge e Björk — apresentaram a categoria de Melhor Canção
- Carla Bruni e Robbie Williams — apresentaram a categoria de Melhor Artista Rock
- Eva Herzigova e Jarvis Cocker — apresentaram a categoria de como Melhor Artista Masculino
- Patsy Kensit e Michael Hutchence — apresentaram a categoria de Artista Revelação
- Jean-Paul Gaultier e Karen Mulder — apresentaram a categoria de Melhor Diretor
- Jovanotti e Sven Väth — apresentaram a categoria de Melhor Artista Dance
- George Michael — apresentou o prêmio Free Your Mind
- agnès b. — aceitou o prêmio Free Your Mind em nome do Greenpeace
- Zucchero e Nina Hagen — apresentaram a categoria de Melhor Grupo
- Kylie Minogue e Ray Cokes — apresentaram a categoria de Melhor Artista ao Vivo
- Jean-Claude Van Damme — apresentaram a categoria de Melhor Artista Feminina